# Opisthopsis halmaherae
Opisthopsis halmaherae é uma espécie de formiga do gênero Opisthopsis, pertencente à subfamília Formicinae.